# Forte Rossarol
Il Forte Rossarol è una fortezza novecentesca ed ex-caserma dell'Esercito Italiano situata nella terraferma nei pressi della località di Tessera, nella municipalità di Favaro Veneto del comune di Venezia, a poca distanza dal Forte Bazzera e dall'aeroporto Marco Polo.
Concepito come parte del campo trincerato di Mestre e del più ampio sistema difensivo della laguna, si trova ad est di forte Marghera.

## Storia della costruzione
La struttura fu completata nel 1907, prima dello scoppio della prima guerra mondiale, durante la quale fu impiegato per compiti di retrovia. Dopo la disfatta di Caporetto e l'esercito austriaco giunse pericolosamente vicino a Venezia, il Forte Rossarol fu riarmato, ma non fu mai coinvolto in combattimenti.
Dismesso dall'Esercito italiano, la struttura è stata acquisita dall'amministrazione comunale che l'ha concessa nel 2013 in comodato per 30 anni all'Opera Don Milani, che ha realizzato una comunità denominata "Centro Soranzo", per il recupero per tossicodipendenti e l'accoglienza di persone senza tetto, rifugiati e richiedenti asilo, stranieri minorenni non accompagnati.

## Descrizione
Il Forte Rossarol fu una struttura progettata con innovazioni all'avanguardia per l'epoca: costruito in cemento armato, presenta due piani fuori terra con un'altezza superiore ai nove metri. Attraverso gallerie sotterranee lunghe 14 metri e scavate alla profondità di due metri, era possibile raggiungere i quattro pozzi in cui erano collocate le mitragliatrici a scomparsa.
Il complesso è circondato da modesti fossati del tipo "Rocchi".